# Web3D Consortium
El Web3D Consortium es una organización sin fines de lucro, cuyo objetivo es definir y desarrollar el formato de archivo libre con estándares abiertos X3D y arquitectura de ejecución para representar y comunicar escenas en 3D.
El desarrollo de gráficos en 3D basados en la Web ha involucrado desde su inicio el Lenguaje de Modelamiento de Realidad Virtual (Virtual Reality Modeling Language VRML) hacia el eXtensible 3D (X3D).  En los últimos años, se han hecho avances que en los temas de gráficos de tiempo real y tecnología de red, y lo más notable la aparición del XML (Extensible Markup Language), que altamente ha influenciado el desarrollado de la aprobación ISO, libremente disponible, estándares abiertos X3D.